# Site archéologique d'Allonnes
Pour les articles homonymes, voir Allonnes.
Le site archéologique d'Allonnes est un complexe constitué de structures architecturales protohistoriques (Âge du fer) et gallo-romaines. Ce site est localisé sur le territoire de la commune d'Allonnes dans le département de la Sarthe.
L'un des édifices monumentaux du site, les « thermes Pasteur », daté du Ier siècle, fait l'objet de premières prospections archéologiques en 1774. Ces premières investigations permettent de dégager un petit temple gaulois au hameau des « Perrières ». Au XIXe siècle, entre 1840 et 1843, alors financées par le Conseil départemental de la Sarthe, des recherches archéologiques mettent en évidence d'autres structures monumentales d'époque gallo-romaine. Ces recherches sont menées sous la direction de Charles Drouet. Le second programme de fouilles, au sein du lieu-dit « La Tour-aux-Fées » et réalisées à partir de 1953, se poursuivent en 1957 sous le patronage de l'archéologue Pierre Térouanne, mettent en évidence un imposant bâtiment d'une superficie d'environ 300 m2 : le sanctuaire de Mars Mullo. Ce monument, à vocation religieuse, est un édifice gallo-romain construit au Ier siècle, puis abandonné au cours du IVe siècle. Des gisements d'objets artisanaux, numismatiques et épigraphiques, y ont été exhumées lors des 15 années d'investigations archéologiques suivantes. Le sanctuaire est classé monument historique en 1961.
D'autres chantiers, effectués au cœur du hameau allonnais des « Perrières » ont permis de dégager un autre temple, celui-ci de taille plus petite, et de style architectural corinthien.
Les archéologues travaillant sur le site d'Allonnes, ont également mis au jour une nécropole appartenant à la tribu gauloise des Aulerques Cénomans. Des dépôts, à destination cultuelle, composés de céramiques, d'ustensiles domestiques métalliques et d'armes, ont été exhumés au cours de ces fouilles.
Ce complexe monumental, localisé à proximité d'un gué (le « Gué Chaoué ») tributaire de la Sarthe. Avant de subir un processus de « romanisation », l'ensemble du site antique connaît une occupation gauloise qui débute à l'époque laténienne « A » (Ve siècle av. J.-C.)

## Étymologie, toponymie et hydronomie
À l'instar d'Albert Dauzat (1877-1955) et de Charles Rostaing (1904-1999), le linguiste Pierre-Louis Augereau indique que le toponyme d'« Allonnes » est probablement associé à la divinité celte « Alauna », (ou Alaunos), et dont la cité sarthoise aurait été tutélaire. En outre, Augereau relève que le toponyme « Allonnes » procède de la fusion de deux termes linguistiques gaulois : le premier, le substantif « Al- », qui se rapporte au domaine hydrologique ; le second, l'acronyme « -onna », qui est associé à la

« [...]source, rivière, eau qui coule. »

— Pierre-Louis Augereau, Françoise Argod-Dutard, 2016, p. 39.
, élément que l'on retrouve notamment au sein du hydronyme du cours d'eau de l'Autonne (affluent du Lot, ou encore dans le toponyme de la commune de Chalonnes (département de Maine-et-Loire). Certains noms de rivière l'Alleaume, dans le département de la Manche témoignent également de l'insertion de cet élément linguistique. D'après Xavier Delamarre, l'hydronyme possède une racine provenant de mots plus anciens tels que « alamnos » et « alamna ». La documentation épigraphique européenne, relativement riche de mentions comportant le terme « Alauna » ou « Alaunos » met en évidence l'importance que ce mot recouvre au sein des communautés celtes.
De son côté, le lexicographe et linguiste spécialiste des langues celtiques Christian-Joseph Guyonvarc'h (1926-2012) relève la même cursus hydronomique, théonymique et toponymique relatif au terme Allonnes. Il observe également un certain nombre d'ethnonymes se rattachant à Allonnes, « Alauna », « Alonna », « Alauni » ou encore « Alouna ». Le linguiste originaire de Bretagne met également en évidence le processus de continuité et de transformation du toponyme allonnais de la Sarthe dans son utilisation, de la fin du Haut Empire romain jusqu'aux années précédent la révolution française. Ainsi, de « Avlavna », indiqué sur les pièces de monnaie d'époque mérovingienne, en 616, le nom de la cité est également attestée par « Alompte », au cours Moyen Âge, et par « Alonne » au siècle des lumières.

## Contexte géographique
Le site archéologique d'Allonnes est implanté sur la commune éponyme d'Allonnes dans le département de la Sarthe en région Pays de la Loire. Il est localisé à environ 5 kilomètres « à vol d'oiseau » au Sud-Ouest de la ville du Mans,,.
Au cours de l'Âge du fer, puis à l'époque gallo-romaine, le site, connu sous le toponyme d'« Alauna » (ou Alonos), le site fait partie intégrante du territoire des Aulerci Cenomani. L'ensemble de cette civitates gauloise recouvre, peu ou prou l'actuel département de la Sarthe,. Avec d'autres Oppida, tels que celui d'Oisseau-le-Petit, d'Aubigné-Racan-Cherré, ou encore celui de Sablé-sur-Sarthe, la cité allonnaise constitue un maillage de villes secondaires d'un ensemble territorial dont la capitale est Vindinum (la ville de Le Mans contemporaine,.
Localisé dans la plaine alluviale de la Sarthe, le site surplombe la vallée sarthoise à environ 82 mètres d'altitude. Les vestiges protohistorique, disposés sur un vaste plateau, sont encadrés à l'est par la dépression de l'Huisne (affluent de la Sarthe), la « butte du Vieux-Mans » et celle des « Fondues ».
Les structures protohistoriques et antiques allonnaises se développent à travers deux champs (celui de l'« Argenton » et du « Marin »), au sein des soubassements du centre-ville Sarthois (essentiellement Boulevard Pasteur), jusqu'à un gué, le « gué Chaoué »,. Ainsi, l'extrémité occidentale du site archéologique occupe une position proche du cours de la Sarthe. La parure monumentale allonnaise se déploie également au cœur du hameau des « Perrières » et du lieu-dit de la « Tour-aux-Fées » (aussi dénommée « La Forêterie »), un massif boisé situé dans les marges de la ville Sarthoise,.

Cartes d'emplacement du site archéologique d'Allonnes
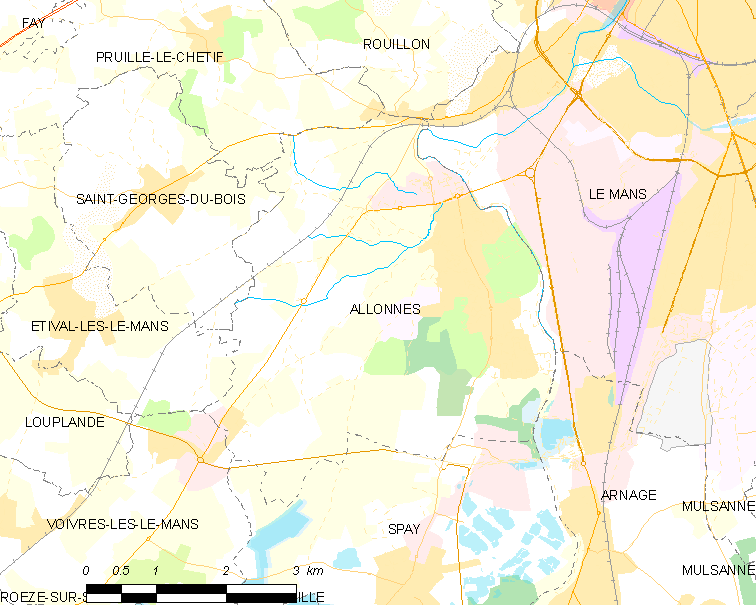
Le site archéologique d'Allonnes et les communes avoisinantes dans le département de la Sarthe.
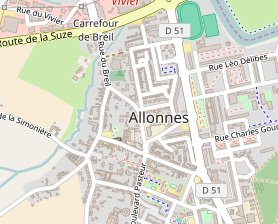
Carte du site Archéologique d'Allonnes.
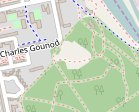
Les vestiges des « Perrières ».
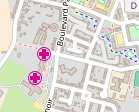
Les structures exhumées Boulevard Pasteur.
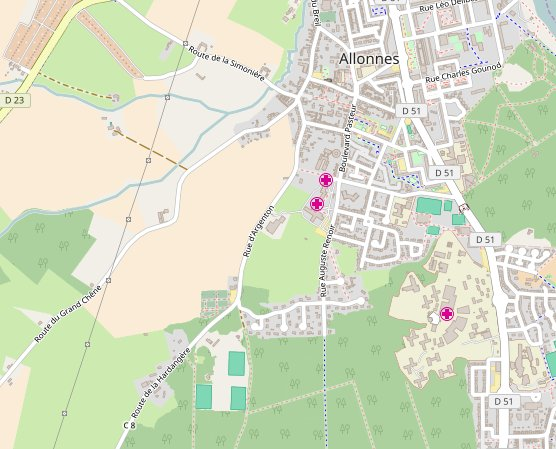
Les ruines d'« Argenton-le-Marin ».

| Pruillé-le-Chétif                       | Rouillon | Le Mans |
| Saint-Georges-du-Bois                   | Allonnes | Le Mans |
| Étival-lès-le-Mans, Voivres-lès-le-Mans | Spay     | Arnage  |

## Histoire

### Âge du fer
Le site d'Allonnes est occupé dès le Hallstatt « moyen à final » (« C et D »). Tout au long de période laténienne « B2 » et « C1 », le « Alauna » fait partie intégrante du territoire cénoman. Localisée au cœur de la civitates de la gaulois des Aulerci Cenomani, la cité d'« Alauna », est la deuxième plus importante ville protohistorique du territoire de ce peuple après sa capitale, le centre politique et poumon économique Vindunum (l'actuelle ville de Le Mans). La cité sarthoise en est même très probablement le centre religieux tout au long de la seconde période de l'Âge du fer (époque laténienne).
Concernant la période de l'Âge du fer, compte tenu de l'ensemble des dépôts que ce sol sarthois et en raison de l'importance du corpus archéologique recueilli lors des investigations menées au sein des terres allonnaises depuis le milieu du XVIIIe siècle, l'historien Robert Turcan, suggère que la ville gauloise d'« Alauna » (ou Alonos) pourrait avoir été le premier pôle urbain et politique des Aulerci Cenomani. Turcan, lors d'une allocution à l'Académie des inscriptions et belles-lettres en 2001, évoque ainsi le débat qui a encore cours au sein des chercheurs et spécialistes :

« Les gisements de fer, les calcaires, les schistes, les limons argileux et un sol plutôt propice au travail agricole y ont fait vivre les Aulerques Cénomans qui ont donné leur nom à la ville du Mans, mais qui pourraient avoir eu d'abord leur chef-lieu sur le site d'Allonnes. La question n'est pas résolument tranchée, non plus d'ailleurs que celle des frontières de ce peuple gaulois. »

— Robert Turcan, 2002, p. 1039 et 1040.
De manière identique au terrain de fouilles de Cherré, situé sur la commune d'Aubigné-Racan, ville sarthoise localisée à quelques dizaines de kilomètres d'Allonnes, des fourreaux d'épée, portant des motifs incisés et courbés, dont certains évoquent des animaux fantastiques, ont été mis au jour au cours de prospections archéologiques. Ce type d'ornement est, selon Katherine Gruel et Véronique Brouquier-Reddé, spécifique à la koiné gauloise aux époques laténiennes moyenne et finale. Une importante production d'objets domestiques semi-finis conçus en métal, tels que des poignées et anses de chaudron, ont également été mis en évidence. Certains, plus rares, observent généralement des formes de récipients demeurés intacts. Ces artefacts, à vocation rituelle ont également été dégagés. La datation de ces derniers est estimée pour la même époque. L'ensemble de ce gisement, à l'instar de celui d'Aubigné-Racan, demeurait au fond d'un genre de terrassement composé d'une matière de type sablonneuse.

### Antiquité

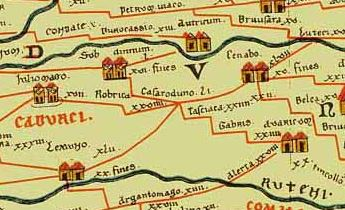
Carte de Peutinger représentant, entre autres, l'itinéraire passant Fines (Vaas) et reliant Subdinnum (Le Mans) à Casaroduno (Tours) : la via romana passant par Allonnes.

La ville allonnaise possède le plus important sanctuaire religieux du territoire Aulerco-cénoman. La cité apparaît très tôt comme un lieu de pèlerinage. Le site connaît une présence romaine dès le début du Ier siècle apr. J.-C. dont les ouvrages monumentaux tels que le fanum et le temple celto-romain dédié simultanément au dieu Mars, et à la déesse issue du panthéon celte, Mullo. Par un processus de « romanisation », ou d'assimilation culturelle, le culte devient celui de Mars Mullo. La vocation religieuse de la ville antique allonnaise manifeste dès lors d'une continuité clairement établie. À cet égard, certains auteurs tels qu'Alain Ferdière précisent le statut du site d'Allonnes à l'époque gallo-romaine ainsi que celui de ses homologues Aulerco-cénomanes :

« De ce chef-lieu rayonnait un réseau de voirie se dirigeant vers les capitales des cités voisines et desservant plusieurs agglomérations secondaires importantes de la cité : Allonnes – le sanctuaire de la cité –, Aubigné-Racan, Duneau, Oisseau-le-Petit, Vaas et sans doute Neuvy-en-Champagne et Trangé. »

— Alain Ferdière, 2008, p. 6.
Concernant Allonnes, ainsi que d'autres « agglomérations secondaires » et leurs principales destinations, Alain Ferdière ajoute par ailleurs :

« Certaines d’entre elles comportaient une fonction religieuse développée : le sanctuaire principal de la cité était établi à Allonnes mais d'autres agglomérations accueillaient des lieux de culte comme Aubigné-Racan ou Oisseau-le-Petit. Outre ces sanctuaires urbains, des temples ruraux (fana) existaient à Auvers-le-Hamon, à Courgains, peut-être à Rouez et à Sablé-sur-Sarthe. Parmi le panthéon romain, la principale divinité des Cénomans est Mars Mullo, honoré à Allonnes comme dans d’autres cités de l’ouest de la Gaule. »

— Alain Ferdière, 2008, p. 6.
À cette même période, au début de l'ère romaine en Gaule Chevelue, une nouvelle parure monumentale est mise en place. Le matériau utilisé pour l'élévation des bâtiments publics gallo-romains, une pierre calcaire de couleur grise veinée de rose et de rouge, provient essentiellement d'une marbrière ouverte à Sablé-sur-Sarthe. Par ailleurs, à cette même période, au cours du Haut-Empire romain, de nombreux artefacts confectionnés en céramique qui ont été retrouvés au sein du territoire allonnais et se présentant sous forme de vaissellerie à boisson, tels que des cruches, des jattes, ou encore des amphores, fréquemment « commune » et parfois plus fine (notamment des sigillées), témoignent de l'importance et de l'activité commerciales du site. Ces objets faits de céramique, également diffusé à Vindunum / Le Mans ainsi que dans l'ensemble de la civitates des Aulerci Cenomani (approximativement l'actuel département de la Sarthe), sont essentiellement issus d'un atelier d'artisan-potier localisé à La Bosse.
La ville, sous sa forme gallo-romaine, connaît un abandon au cours du IVe siècle apr. J.-C. Notamment, le temple celto-romain de Mars Mullo, dont la présence est le symbole de la cité allonnaise, voit ses portes se fermer vers 350 apr. J.-C.. Des traces de démolition du bâtiment religieux ont été très clairement mise en évidence. En outre, à cette même époque, certains éléments de l'édifice cultuel ont été réemployés pour la construction d'autres structures. Les études hagiographiques et historiographiques menées ses dernières années, n'ont pas totalement résolu cette problématique : le temple allonnais, comme certains autres en Gaule romaine, sanctuaires païens et dont la fermeture est attestée au cours du IVe siècle, ne peut être mise en corrélation des lois romaines interdisant le paganisme celte en Europe. Les hagiographes constatent qu'il se présente, de facto, un décalage d'environ un siècle entre les deux évènements. Ainsi, selon Marie-Claude L'Huillier, l'explication de cet abandon pourrait trouver son origine dans un processus de migration des populations locales, et par effet de transvasement, dans le changement de répartition de l'habitat urbain.

## Découvertes et fouilles
« Près de 200 ans de recherches sur le territoire de la commune allonnaise ont mis en évidence l’existence de nombreuses structures anciennes. »

— Katherine Gruel, Isabelle Mariage, Stéphane Verger, INRAP, 2016.

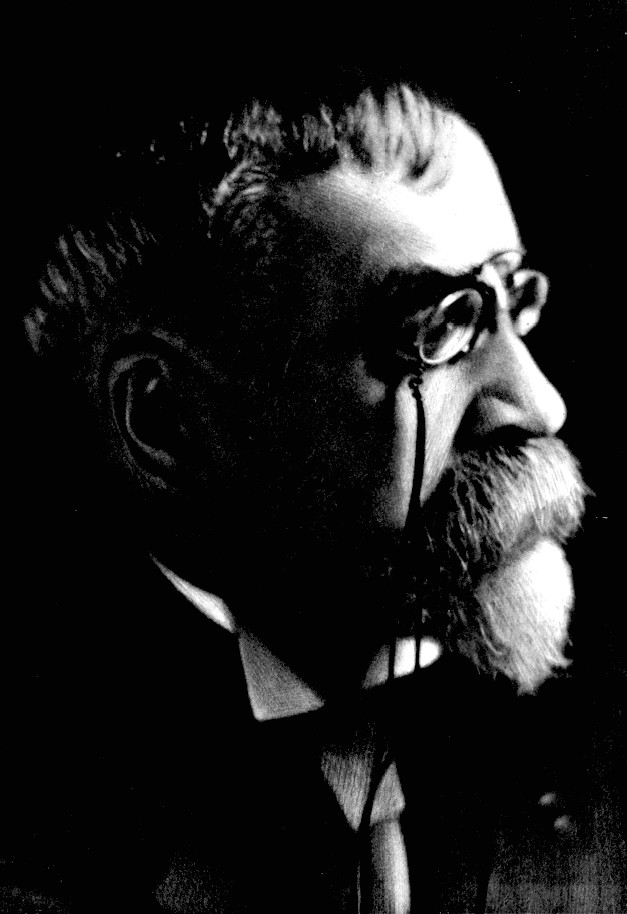
L'historien et épigraphiste Camille Jullian (1859-1933) a fouillé le site archéologique allonnais en 1911.

Les premiers vestiges du site allonnais sont signalés vers le milieu du XVIIIe siècle. Les toutes premières fouilles sont, quant à elles, menées en 1774. Une seconde campagne de recherches est effectuée entre 1840 et 1843 sous la direction de Charles Drouet. Ce deuxième programme d'investigations permet d'exhumer notamment neuf sépultures sous forme de sarcophages et dont Drouet établit un descriptif et un inventaire complets qu'il remet sous la forme d'un compte rendu en 1841.
En 1911, l'archéologue et historien Camille Jullian réalise des prospections au cœur d'un monticule boisée allonnais. Ce dernier parvient à dégager des couches stratigraphiques supérieures du terrain, des vestiges antiques. À l'époque, selon Jullian, qui y voyait la présence d'un mausolée à vocation funéraire :

« C'est un appareillage gallo-romain du bon temps de l'Empire. »

— Pierre Terrouanne, 1967, p. 174.
Dans les années 1950, Pierre Térouanne effectue des fouilles archéologiques dans les coteaux d'Allonnes. Il met ainsi en évidence des blocs de pierre appartenant aux sanctuaires de Mars Mullo et un autre, de taille plus petite et chronologiquement plus ancien, situé au lieu-dit des « Perrières ».
Le second temple, implanté à flanc de coteau, de forme circulaire, possède une vaste esplanade rectangulaire. Au cœur des remblais attenants à l'édifice cultuel, Térouanne découvre des blocs en appareillé ayant fait l'objet d'un réemploi. D'après l'archéologue sarthois, ces pierres taillées sont issues du 1er Temple découvert sur le sol allonnais.
En 1961, l'un des monuments les plus emblématiques du site archéologique allonnais, le temple celto-romain de Mars Mullo est classé monument historique.
Au milieu des années 1960 (en 1966), plusieurs programmes de prévention archéologique ont cours sur les lieux mêmes du hameau allonnais la « Tour aux fées » (lieu-dit situé dans le massif boisé d'Allonnes).
Entre le début et le milieu des années 1980, une opération de sauvetage archéologique est effectuée au sein d'une fosse de sépulture localisée sur le allonnais et assignée pour la période gallo-romaine. Le rapport de fouilles est publié en 1986 par F. Goupil.
Bien que le bilan des précédentes prospections ait donné des résultats probants et positifs, une nouvelle programmation de recherches, patronnée par l'UMR sarthoise débute en 1994, afin de compléter la documentation archéologique du site allonnais. Les travaux de maîtrise d'œuvre, sont quant à eux réalisés par la branche parisienne « B » du CNRS et les investissements sont assurés par DRAC de la région du Centre-Val de Loire, le Conseil général de la Sarthe, la structure intercommunale de métropole mansoise et la ville d'Allonnes. Ces nouvelles investigations sont menées sous la houlette de Katherine Gruel et Valérie Brouquié-Reddé.
Les fouilles du territoire allonnais se poursuivent dans les années 2000, toujours sous le patronage de l'UMR sarthoise et en partenariat avec le centre allonnais de prospection et de recherches archéologiques (CAPRA), association implantée à Allonnes,. Les recherches sont particulièrement concentrées sur le site dit de « La Forêterie » et le sanctuaire celto-romain dédié à Mars Mullo.

## Dépôt cultuel
Un gisement composé d'armes (épées et poignards) et plus rarement d'ustensiles domestiques (essentiellement des chaudrons) à destination cultuelle et à caractère guerrier, ont été mis en évidence sur le site archéologique d'Allonnes. Ce dépôt celte (Aulerques Cénomans), est attribué pour la laténienne « moyenne » (« B ») à « finale » (« D »). Selon Jean-Louis Bruneaux et Patrice Arcellin, et relativement à cette période (La Tène « B » à « D »), c'est l'un des « rares » ensembles cultuels de ce type que les fouilles les plus anciennes jusqu'aux plus récentes aient pu révéler sur le territoire nord-occidental de la Gaule Chevelue.

## Monuments

### La Villa gallo-romaine
Une Villa, d'époque gallo-romaine, plus précisément érigée au cours du Ier siècle, est mise au jour en 1840. La structure de type domestique est située juste à proximité d'un vaste éperon rocheux qui domine le cours de la Sarthe, au niveau du « Gué Chaoué ». Les fouilles de la villa ne sont poursuivies qu'au début des années 1950 par Pierre Térouanne et le Professeur doctorant Guy.

### Le complexe domestique de la Forêterie
Au cœur du massif boisé dit de « La Forêterie », à la limite septentrionale d'un éperon localisé en surplomb du Gué de Chahoué et de la villa des explorations réalisées par méthode de sondage ont permis d'exhumer des murs en appareillé, manifestant une remarquable intégrité et un bon état de conservation. Les éléments, appartenant probablement à bâtiment domestique, apparaissent, lors de leur découverte, dépourvus d'un quelconque chaînage de briques, mais sont néanmoins jointés d'un seul tenant grâce à un solide réseau d'éléments cloutés en fer. Les structures de l'édifice sont datées du Ier siècle apr. J.-C..
Cependant, une inspection plus approfondie des lieux met en évidence d'autres cloisons de pierre et cette fois-ci, dotées d'un chaînage constitué de briques.
L'équipe archéologique, sous la direction de Pierre Térouanne et du Dr Guy, retrouve au cœur de la construction gallo-romaine l'intérieur de cette construction une juxtaposition de « terrasses », ainsi qu'une importante strate composée de résidus calcinés et dont l'épaisseur oscille entre 8 et 10 centimètres. Les fouilles de l'étage le plus haut révèlent de nombreuses pièces de monnaie ; des fragments de bas-fourneaux affectés de petite taille (peut-être des creusets) ; des tegulae, certaines constituées de bronze et d'autres d'étain.
Une autre partie du bâtiment livre une fibule composée d'une surface argentée, et dont la forme évoque un poisson aux écailles finement ciselées. Enfin d'autres artefact tels que des clous, des anneaux, des tessons de poteries vernies de couleur rouge (certaines à chromatique brune et ocre, voire noire) et à motifs « sigillés », un clou en bronze et également des blocs de pierre sculptés en tuffeau.
Ces nombreux éléments témoignent, selon Paul Détrie-Cordonnier, de l'importance du site d'Allonnes (proche de Vindunum / Le Mans) et de la présence de l'occupation romaine au sein de la civitates des Aulerci Cenomani au cours du Ier siècle apr. J.-C..
Dans la partie Sud-Ouest de « La Forêterie », situé à environ 78 m du temple de Mars Mullo, un mur évoluant sur une longueur totale de 82 mètres, a pu être dégagé lors d'une campagne de fouilles menées dans les années 1950 (1954-1957), par Pierre Térouanne. Le mur, d'une longueur estimée à 82 mètres lors de sa découverte, devait probablement se prolonger plus loin à l'époque de sa construction. Des éléments matériels suggèrent que cette cloison maçonnée a subi un arasement à la limite d'une structure faites de briques jointées. Certaines de ces briques subsistent encore dans leur état d'origine. La partie Ouest du mur, d'une épaisseur de 1,50 m, est reliée à une autre structure maçonnée, formant un angle droit et d'une longueur totale de 17,50 mètres.
C'est au niveau de l'embranchement des deux parois mises en appareillage, sous un dallage bétonné, que les fouilleurs ont exhumé un important dépôt constitué de divers objets : des pièces de monnaie attribuées au IVe siècle apr. J.-C., certaines gravées d'un buste d'Antonin le Pieux (86-161 apr. J.-C.), d'autres de Probus (232-382 apr. J.-C.), de Constantin Ier (272-337 apr. J.-C.), de Constance II 317-362 apr. J.-C.), Valentinien Ier (321-375 apr. J.-C.).
D'autres artéfacts ont été mis en évidence au sein de ce même gisement : des fragments d'épigraphies, ainsi que des bas-reliefs. Parmi ces blocs sculptés, une œuvre, de par son bon état de conservation et sa qualité de mise en œuvre, a particulièrement retenu l'attention des archéologues. Il s'agit d'un tambour de colonne, confectionné en pierre de tuffeau, d'une hauteur approximative de 0,55 m, et représentant une fresque sur trois niveaux : le premier, figurant une déesse « dévoilée » ; le second un enfant muni d'un fouet ainsi qu'un prisonnier ; et enfin le troisième niveau, une tète de femme âgée,. La scène figurée sur ce bas-relief révèle, selon les chercheurs, un symbolisme religieux fort. Elle est probablement associée au culte du dieu celto-romain local : Mars Mullo. Par ailleurs, au cours de cette même campagne de recherches, et toujours à cet endroit précis du soubassement bétonné, les archéologues ont également découvert des objets métalliques, dont essentiellement des lames d'épées en fer datées du début de la période laténienne (« La Tène A1 ») ; de nombreuses fibules en bronze dites « à crochet » ; ainsi que des éléments de harnachement.

### Les Thermes Pasteur
Des thermes gallo-romains, à caractère public, ont été dégagés à la fin du XIXe siècle. Les vestiges antiques reposaient au cœur de la rue pasteur d'Allonnes. Cependant, ces monuments à vocation ablusive ont été détruits en 1961. Postérieurement à cette destruction, plusieurs fouilles préventives, effectuées par méthode de sondage sur une surface totale de 40 m2, ont permis aux archéologues de mettre en évidence des fosses circulaires situées à 150 mètres des thermes.
À proximité de ces puits, mis au jour sur le lopin de terre « AD 365 », la même série d'explorations a permis de dégager les fondations d'un bâtiment de taille imposante. L'édifice repose sur solin construit à partir de blocs de pierres en grès déployé sur une longueur de 13 mètres. L'ensemble du dispositif est consolidé au moyen de fragments de silex et d'un parement de pierres organisées à l'oblique et fabriquées en calcaire coquillier. Le parement laisse apparaître, à la limite de l'arase, des trous de rondins appartenant à une fortification en bois.
Dans les couches superficielles du terrain fouillé, situé à une distance d'environ 10 mètres au Nord-Est de l'édifice, les sondages ont mis en évidence un dépôt d'objets cultuels incorporés au sein d'une construction excavée. Les archéologues ayant découvert cette construction émettent l'hypothèse qu'il pourrait s'agir d'une fosse funéraire. Sur deux de ses bords latéraux, cette excavation laisse apparaître une rangée sept trous de rondins. L'hypothétique fosse est remplie d'un mélange de terre, de nombreux objets en céramique et de remblais fabriqués au moyen de débris de tuiles, de moellons et d'hypocauste chaînés grâce à un matériau argileux. Le gisement retrouvé au cœur cette construction excavée se compose de pièces de monnaie attribuées à La Tène « finale » / début du Ier siècle apr. J.-C., ainsi que des fibules « à charnière » datées de 15 à 90 apr. J.-C..

### Les structures et fosses du site d'Argenton-le-Marin
Entre 1972 et 1973, lors d'une opération de travaux publics consistant à réaliser de nouveaux tracés de routes au Sud-Ouest de la commune allonnaise et à proximité des fermes du « Marin » et d'« Argenton », des fosses funéraires, apparaissant sous la forme de puits circulaires, ont été mises au jour puis fouillées sous la direction de Claude Lambert et Jean Rioufreyt.
Le procédé de construction de ces sépultures, au nombre total de vingt occurrences, est identique pour chacune d'entre elles : d'aspect concentrique, leurs structures consistent en plusieurs rangs de pierres grossièrement taillées et pourvues d'un chaînage composé en argile. La profondeur de ces fosses varie entre 2.50 et 3,75 mètres pour un diamètre intérieur évoluant entre 0.8 à 1 mètre.
Juste au point de rencontre avec la nappe phréatique, les blocs de pierre sont remplacés par un genre de cuvelage, de forme carrée et constitué de madriers. Ces madriers, confectionnés dans une essence de chêne ayant une longueur d'environ 0,80 m, sont superposés les uns aux autres grâce à un système d'encoches. 
L'analyse stratigraphique des sépultures exhumées au « Marin » et à l'« Argenton » permet de concrétiser un mode de construction récurrent et semblable à chacune d'entre elles. Les tombes possèdent régulièrement une première strate sous forme d'opus cæmenticium (ou structure de blocage) composé d'une terre noire mélangée à des pierres, des tuiles, des tessons, et des clous. Puis se présente une seconde couche faite d'argile grasse, de charbon de bois, de restes osseux d'origine animale, ainsi que différents autres débris. Enfin, les vingt « puits » possèdent une troisième et dernière strate de couleur grise et composée d'un matériau argileux associé à de petits tessons de céramique.
La majeure partie du viatique (ou mobilier funéraire) est constitué d'objets en céramique grossière. Néanmoins, les sépultures ont également livré de nombreux dépôts funéraires faits d'une céramique plus fine travaillée en sigillé.
Les fosses circulaires ont fourni deux vases portant des motifs travaillés par un procédé d'excision. Enfin, les puits allonnais ont livré des pièces gallo-romaines frappées dont certaines sont frappées à l'effigie de l'empereur romain Vespasien (9-79 apr. J.-C.) ; d'autres à celle de Domitien (51-96 apr. J.-C.), de Commodo (161-192 apr. J.-C.), de Julia Domna (170-217 apr. J.-C.), de Gordien III (238-244 apr. J.-C.), ou encore de Tetricus Ier (empereur des Gaules et d'Armorique de 271 à 274 apr. J.-C.). Les investigations de Claude Lambert et Jean Rioufreyt ont également pu mettre en évidence une figurine confectionnée en terre cuite de couleur blanche ; les fragments d'un bassin en bronze, dont le diamètre est estimé à 440 centimètres ; ainsi que les débris d'un seau ouvragé en bois.
Quoique les prospections de ses puits aient été approfondies, les archéologues ont pu remarquer une totale absence de cendres humaines. Toutefois, le type de brisure, clairement intentionnelle, dont les éléments de céramique ont fait l'objet, semble indiquer et accréditer, selon les archéologues, l'hypothèse que ces fosses soient destinées à accueillir des défunts.

### Le Sanctuaire deMars-Mullo

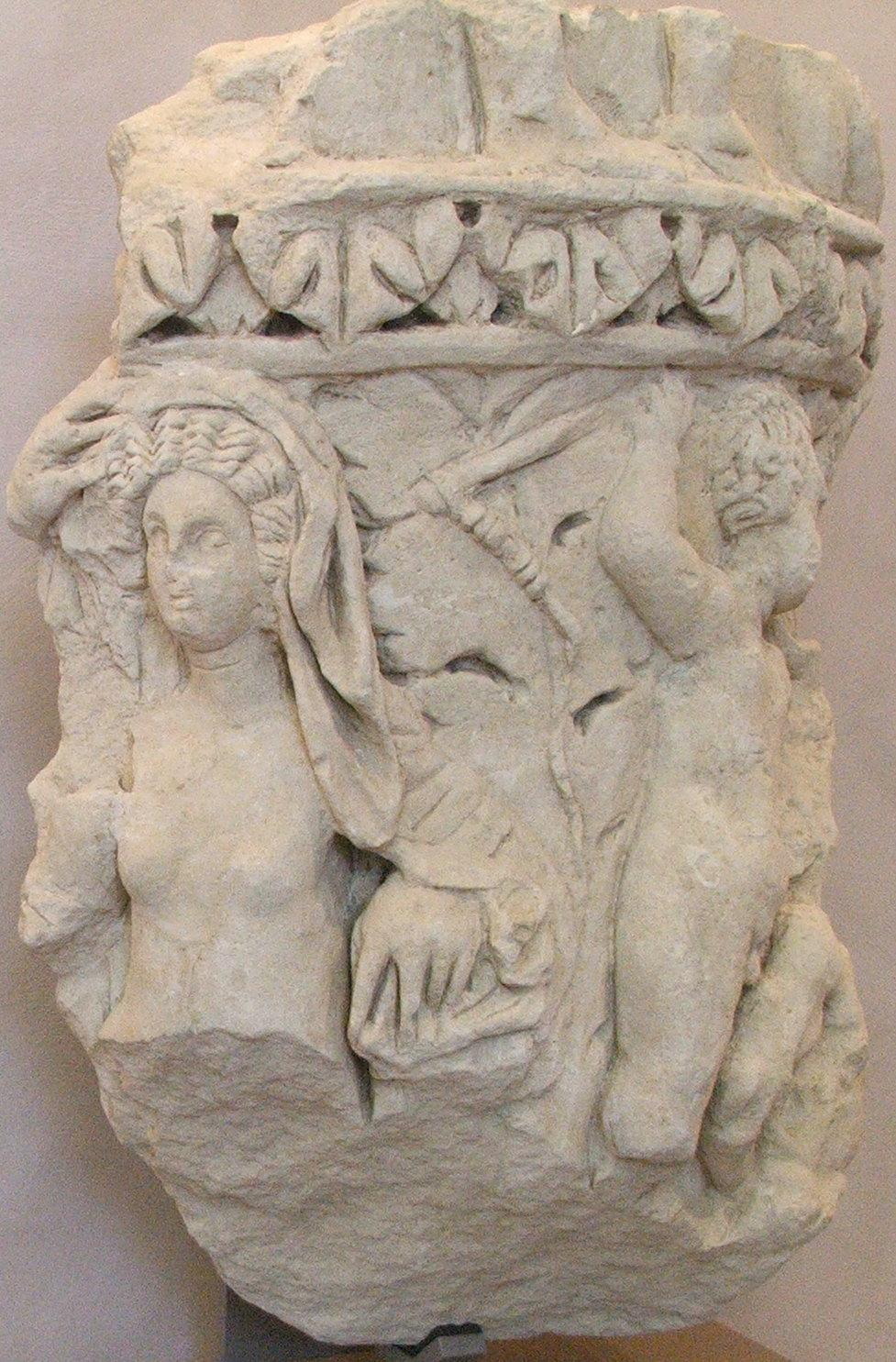
Tambour provenant de l'une des colonnes du Temple de la (pièce retrouvée au lieu-dit de Tour-aux-fées, Allonnes).

L'objet et la destination de cet édifice religieux allonnais est notamment confirmé par un document épigraphique. L'artéfact, sous forme de stèle, est signalé lors d'une exploration de terrain, au cœur même des infrastructures monumentales du sanctuaire, plus précisément en lieu et place de l'autel. L'inscription de langue latine, après études et analyses de transcription, est identifiée comme étant une dédicace à Mars Mullo,. En voici la transcription :

« AVG ET MARTI MVLLONI CRESCENS SERVOS PVBLICVS L M »

— Pierre Wuilleumier, 1961, p. 56.
Et la translittération :

« Aug(usto) et I Marti Mulloni / Crescens, seruos / publicus, / l(ibens) m(erito). »

— Pierre Wuilleumier, 1961, p. 56.
Il s'agit d'un temple à caractère civique et de type architectural celto-romaine. L'édifice est construit à l'époque laténienne, puis fait l'objet d'un abandon au cours du IVe siècle apr. J.-C..
En 1999, des explorations archéologiques approfondies, réalisées par des méthodes de sondage ont révélé au-dessous du fanum « augustéen » du temple dédié à Mars Mullo, deux trous correspondant à d'anciens emplacements de poteaux en bois. Sur place, l'équipe d'archéologues, alors dirigée par Katherine Gruel, a ainsi exhumé divers artéfacts, tels que des épées pliées et des récipients corrodés, mais également, et surtout, 385 pièces de fabrication et d'estampille gauloise.
Concernant l'incidence et la portée que recouvre, entre autres rares édifices religieux de ce type, le sanctuaire de Mars Mullo et la continuité de son utilisation à travers les époques laténienne et gallo-romaine, les archéologues et historiens Jean-Charles Arramond, Martial Monteil et Eric Delaval établissent la perspective suivante :

« Dans le domaine du religieux, deux sites sont exceptionnels, ne serait-ce que parce que ces lieux de culte, à l'origine gaulois, se perpétuent jusqu'en pleine période romaine. Il s'agit de La Forêterie à Allonnes (Sarthe) et d'Aunou-sur-Orne (Orne) où les caractéristiques de dépôts d'objets métalliques, dont des pièces d'armement, justifient sans doute une même religiosité dans les IIIe et IIe siècles av. J.-C. La relation religieuse entre culte gaulois et culte gallo-romain est ainsi affirmée comme peut l'être, mais différemment, le petit sanctuaire rural gallo-romain implanté à côté de la résidence aristocratique de Paule (Côtes-d'Armor). Tout ceci doit nous interpeller et donner lieu à une synthèse sur ces types de sanctuaires dont on connaît d’autres exemples à Eu (Seine-Maritime) et à Aubigné-Racan (Sarthe). »

— Jean-Charles Arramond, Martial Monteil et Eric Delaval, 2008, p. 63.
D'une manière générale, le temple allonnais, et à l'instar de celui d'Aubigné, d'Oisseau-le-Petit, ou encore celui de Sablé-sur-Sarthe, semble prolonger, de par son implantation en cet endroit précis (« La Forêterie »), un lieu de culte déjà existant à la fin de l'époque laténienne (« LA D »),. Néanmoins, à la différence des trois autres sanctuaires Aulerques Cénomans, les décorations et l'architecture de celui d'Allonnes, de plus petite taille, observent une qualité d'ouvrage moins marquée.

Le sanctuaire de Mars Mullo
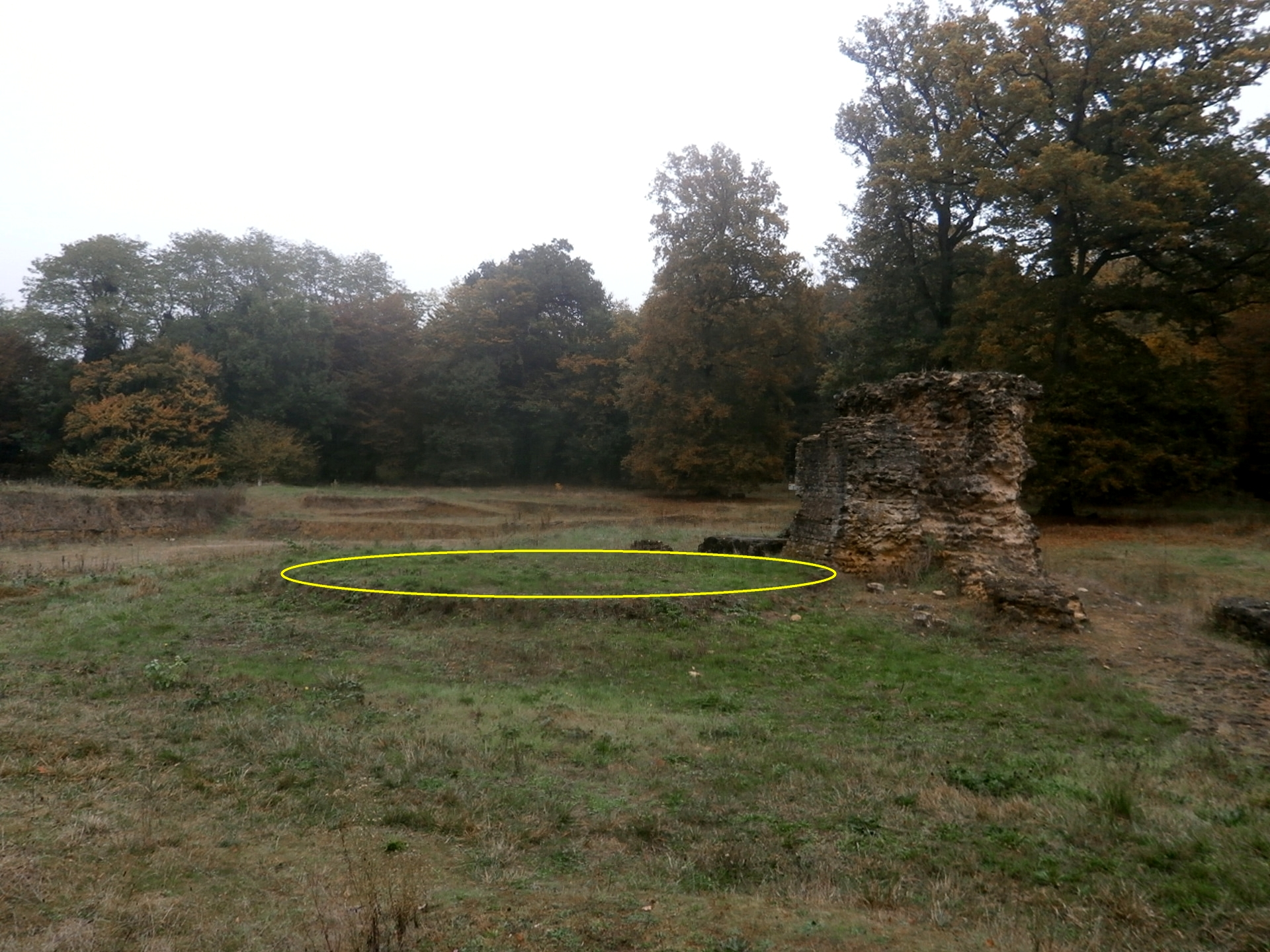
La cella. La ligne jaune matérialise son contour.
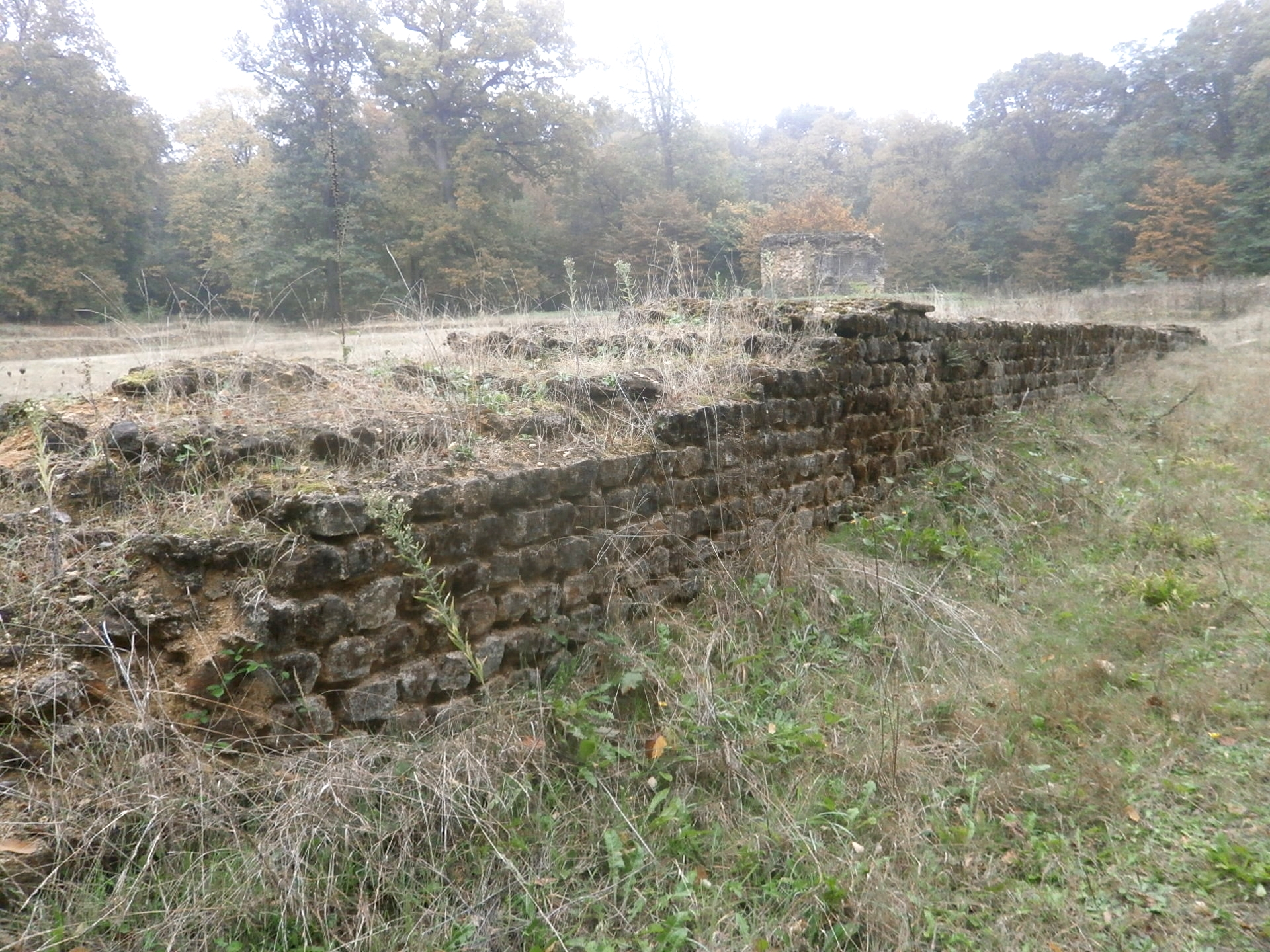
Vestiges du mur ouest du péribole.
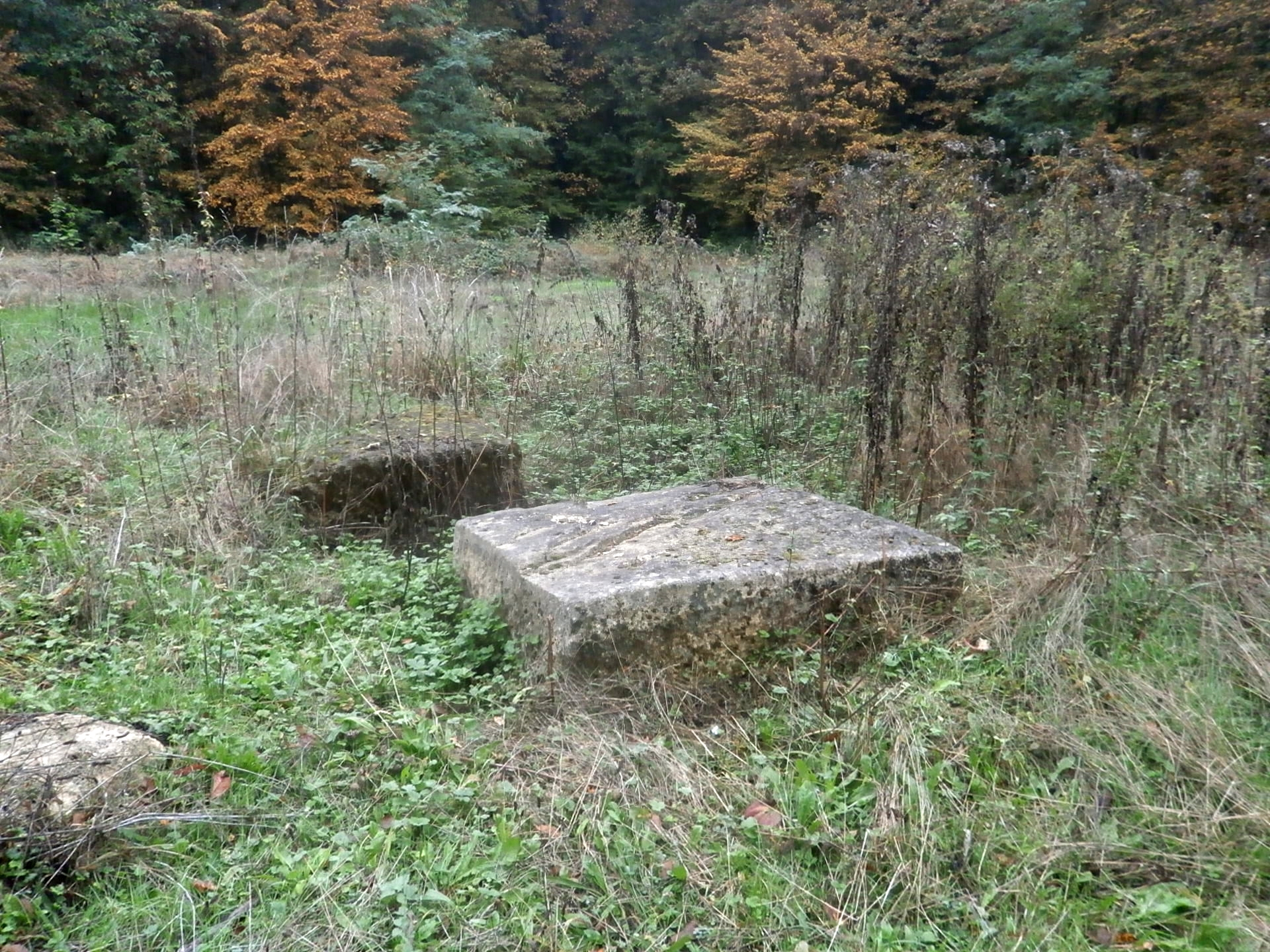
Bases de colonnes de la galerie sud.

### Le Temple et la nécropole des Perrières

#### Le Temple
Les vestiges des « Perrières » sont situés à 1 200 mètres du temple de Mars Mullo. Ces ruines, attribuées à l'époque gallo-romaine, ont été mises en évidence à l'occasion d'un chantier de travaux publics relatifs à une ouverture d'un service d'adduction d'eau. En l'état, les structures gallo-romaines apparaissent sous la forme de substructions. Sur le terrain, les archéologues chargés à l'époque du dégagement de ces vestiges (Pioger, Le Guével et Brunault), exhument des murs en appareillé dont l'emplacement est situé juste au-dessous d'un édicule de forme carrée pourvu de 3,67 mètres de côté.
Les élévations se développent sur une longueur de 380 centimètres et prennent appui sur une dalle de fondation d'environ 520 centimètres de large pour une épaisseur de 0,42 mètre. Au-dessus des structures de fondations, et de ce qui subsiste des murs ruinés, la côte de hauteur maximale observée mesure 520 cm. Chacun des quatre murs est strictement orienté vers l'un des quatre points cardinaux.
Les archéologues ont mis en évidence une ouverture, partiellement détruite, prenant la forme d'un oculus et pratiquée au sein de l'ouvrage de maçonnerie dirigé vers l'Ouest. Les briques avoyées qui encadrent cet oculus sont espacées d'environ 0,44 mètre et s’élèvent à 0,50 mètre au-dessus des fondations. Par ailleurs, l'oculus de la façade occidentale est encadré de deux autres ouvertures, larges de 0,49 mètre et aménagées à 0,37 mètre de hauteur. Ces genres de fenêtres sont façonnées au moyen de briques superposées et dont l'ensemble prend la forme d'un tracé en diagonale. Ce dispositif est également présent sur chacune des trois autres façades du bâtiment. Le champ d'arasement des cloisons dirigées plein Sud et plein Est ne permettent pas de déduire une stricte fonction d'ouverture de leurs oculi respectives. En revanche, et selon toute vraisemblance, elles sont probablement destinées à remplir une fonction ornementale.
À proximité de l'angle droit formé par les façades Nord et Est, les fouilleurs ont pu dégager un bas-relief enfoui sous une couche stratigraphique atteignant une profondeur de 600 cm. Cet élément sculpté mesure une hauteur totale de 0,80 m sur une largeur de 0.80 et une épaisseur de 0.40. Par ailleurs, le bas-relief est confectionné dans un matériau calcaire de type oolithique. Les motifs de la sculpture sont organisés en cinq niveaux : le premier, le plus bas, représente une scène d'un « lion marin » associé à un dauphin ; le second figure une succession de dauphins formant des « X » et de coquillages ; le troisième des oiseaux d'aspect mythologique ; le quatrième des décorations évoquant des formes végétales ; et enfin le cinquième et dernier niveau montre une décoration torsadée.
Le bâtiment carré a en outre livré des occurrences numismatiques de provenance romaine datées du début du Ier siècle au milieu du IIIe siècle, et frappées aux effigies d'Auguste (27 av. J.-C. - 19 apr. J.-C.) pour les plus anciennes, et de Severus Alexander (208-235 apr. J.-C.), pour les plus récentes,. Les prospections archéologiques de l'édifice gallo-romain des « Perrières » ont également mis en évidence des fragments de céramiques sigillées ; des artefacts en bronze ; des ex-votos fabriqués à partir d'une terre cuite de couleur blanche ; et enfin un objet de graduation d'une longueur atteignant 0,143 m (soit environ ¹⁄₂ pied.
L'imposant mur d'enceinte qui circonscrit et encadre le Sanctuaire des « Perrières » se déploie autour d'une esplanade sacrée de forme carrée et dont la superficie totale est d'environ 6 000 m2. Chacun des côtés couvre une longueur de 24 mètres,. Une stèle en « buste », d'une hauteur de 120 centimètres pour une largeur de 140 à 150, a été retrouvée gisant sur l'aire sacrée du sanctuaire des « Perrières » en 1979 par l'archéologue J. Biarne. L'objet en pierre, à vocation religieuse, porte une inscription épigraphique sous la forme d'une dédicace à la déesse Minerve. En voici la transcription littérale :

« C (aius) NEMAV MIVS.ALBI NVS.F (ecit) .CA [S (tae)] PVD (icaeque) MINERV (ae) VSL M. »

— Gérard Aubin, 1983, p. 302.
Le temple des « Perrières » dispose d'une cella de plan carré, chacun de ses murs se développant sur une longueur de 14,20. À l'extérieur de l'esplanade, sur la façade est de l'enceinte, une ouverture d'une largeur de 2,50 mètres, révèle un couloir d'accès, sous forme de galerie. Compte tenu des dimensions que possèdent les structures de fondation du temple, hautes de 0,60 mètre, l'édifice religieux semble avoir été conçu pour surplomber l'ensemble de l'aire sacrée. Tandis que les dalles qui forment l'esplanade sont fabriquées en pierres de tuffeau, celles de la cella se révèlent être bétonnées.

#### La nécropole
Au niveau de la parcelle « AH 17 », établie au Sud-Est du Sanctuaire des « Perrières », une fosse a été découverte par le propriétaire du terrain agricole. L'excavation, de forme concentrique, a pour diamètre 2,50 mètres et atteint une profondeur de 1,90 mètre. Les parois de la fosse présentent une maçonnerie faite d'un mortier d'argile verte amalgamée à cailloutis. L'ensemble est retrouvé obstrué par un comblement constitué de terre noire mélangée à des bris de pierre, des fragments de briques et des tessons de tuiles. Associé à ce comblement, un important dépôt composé d'objets divers a été mis en évidence. Ce gisement est constitué de 400 clous ; de tessons de vaissellerie en céramique de conception grossière ; d'amphores ; poterie fine en sigillées ; d'une douzaine d'occurrences monétaires gallo-romaines dont un denier portant un buste de Caracalla, diverses pièces frappées aux effigies d'Hadrien, un antoninien à face de Tetricus II, un de Faustine I et un second de Faustine II ; un fil confectionné en or de 9 centimètres de long ; une perle faite en lignite ; et une hache marteau forgée de fer.
Une inspection minutieuse du fond de la fosse a permis de dégager une seconde excavation, en forme de cône tronqué de 3,40 mètres de profondeur, et conçue grâce à un parement en grès. Elle est recouverte d'une strate de pierres épaisse de 2 m, et placée juste au-dessous de la première fosse. Incorporés dans ce deuxième étage, des restes osseux d'origine animale ont été exhumés, gisant au fond du puits, ainsi qu'une clé et une pièce à l'effigie de Sabinianus.
Les habitations construites en 1974 et 1975 sur le lopin de terre « AH 8 » et les travaux réalisés entre 1975 et 1977 au sein de l'hôpital allonnais, situé quant à lui sur le terrain « AH 37 », ont induit la programmation de fouilles préventives et de sondages d'exploration. L'ensemble de ces deux parcelles, d'une superficie dépassant 1 hectare, a révélé une cinquantaine de fosses, dont environ quarante puits et dix édicules, le tout disposé en rangées formant un carré. La totalité de ces excavations présente un étayage de forme carrée et fabriqué au moyen de madriers. Le viatique, qui a été dégagé de ces fosses, richement pourvu, se constitue notamment de tessons d'objet en céramique. Des matériels archéologiques, mais en moindre quantité, ont également été exhumés. Il s'agit de pièces de monnaie, de fibules, de figurines brisées en terre cuite blanche. Par ailleurs, les fouilleurs ont mis en évidence un anneau ouvragé en fer, pourvu d'une gravure représentant un phénix ; deux épigraphies inscrites sur des feuilles de plomb et un élément vestimentaire appartenant à un enfant. L'une des fosses mises au jour a révélé deux squelettes d'origine humaine. Plusieurs éléments, tels que les pièces gallo-romaines et les artefacts en céramique fine, dégagés lors des investigations sur les parcelles « AH 8 » et « AH 37 », indiquent que cet ensemble funéraire daterait du Ier siècle. En outre, ces mêmes fouilles ont permis de découvrir deux édifices, l'un et l'autre de petite taille et d'aspect rectangulaire. Le premier, le « bâtiment T » possède une longueur de 4,50 mètres, pour une largeur de 3,50 mètres. Les cloisons de l'édifice « T », maçonnées à partir de briques appareillées sont pourvues d'une épaisseur de 0,40 m. Un couloir de 3 mètres de long, comblé de blocs de pierres non taillées, amalgamés à de la terre, des esquilles osseuses et des morceaux de céramiques, permet d'accéder au bâtiment. Imbriquée à l'une des parois du bâtiment « T », une pièce à l'effigie de Faustine la Jeune a été identifiée. D'autres monnaies, au nombre de 22, insérées dans une ouverture latérale, ont été exhumées. Placée au milieu de l'édifice, une petite construction faite de pierre est signalée. Cette petite construction est identifiée comme étant un probable foyer.
Le second édifice, le « bâtiment 1 » est constitué de deux pièces. La première, de plan approximativement carré (3.40 de large sur 3,50 mètres de long), est pourvue de cloisons d'une épaisseur allant de 350 à 400 cm. Elles sont fabriquées à partir de moellons en grès roussard. Des indices montrent que cette pièce a fait l'objet d'un réemploi. Ce remaniement a occasionné la fondation d'une deuxième pièce, également de forme carrée de 5,40 mètres de côté. À l'intérieur, les archéologues ont retrouvé diverses pièces de monnaie gallo-romaines, ainsi que des débris de tuiles probablement issues de la toiture.